# Proceratium stictum
Proceratium stictum (лат.) — вид мелких муравьёв (Formicidae) из подсемейства Proceratiinae.

## Распространение
Австралия: Квинсленд.

## Описание

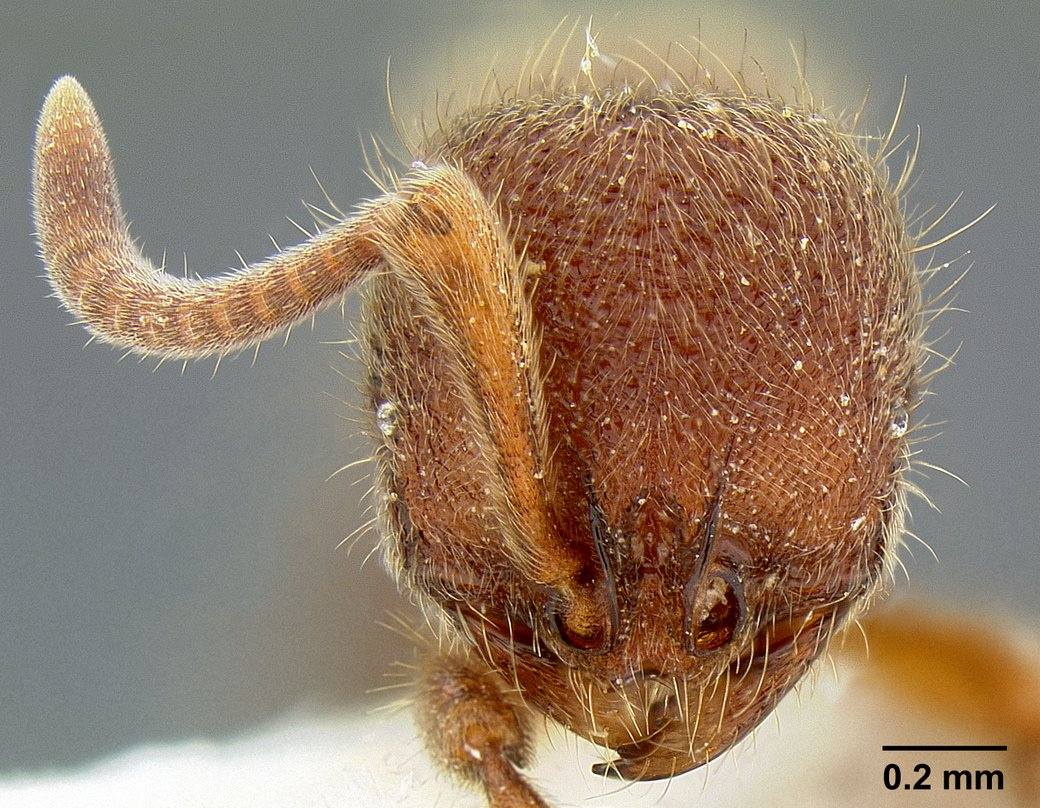
Голова Proceratium stictum

Мелкие муравьи (длина около 3,5—4,5 мм). Окраска коричневая. Длина головы рабочих муравьёв — 0,83—1,04 мм, а её ширина — 0,73—0,96 мм (длина глаз — 0,06—0,07 мм). Оцеллии и глаза самцов крупные (длина глаз — 0,52-0,53 мм). Длина тела самцов — 4,41—4,58 мм, голова округлая (длина — 0,74—0,76 мм; ширина — 0,70—0,74). Усики 12-члениковые. Формула щупиков 4,3.

## Систематика
Относится к группе видов Proceratium stictum clade, вместе с Proceratium avium и другими видами.